# روبرت غرين (لاعب كرة قدم أمريكية)
روبرت غرين (بالإنجليزية: Robert Green)‏ هو لاعب كرة قدم أمريكية أمريكي، ولد في 10 سبتمبر 1970 في واشنطن العاصمة في الولايات المتحدة.

## وصلات خارجية
- روبرت غرين على موقع مرجع كرة القدم المحترفة.كوم (الإنجليزية)